# Gemarkung Brunn
Die Gemarkung Brunn mit der Gemarkungsnummer 093406 ist eine Gemarkung im bayerischen Regierungsbezirk Mittelfranken. Sie liegt im Gemeindegebiet von Leinburg (Gemarkungsteil 0) und im gemeindefreien Gebiet Brunn (Gemarkungsteil 2) im Landkreis Nürnberger Land und im Gemeindegebiet von Nürnberg (Gemarkungsteil 1). Sie hat eine Fläche von 13,776 km² und ist in 907 Flurstücke aufgeteilt, die eine durchschnittliche Fläche von 15188,91 m² haben.

## Lage
Die Gemarkung liegt im Lorenzer Reichswald. In einer Waldlichtung befinden sich die Nürnberger Gemeindeteile Brunn und Netzstall. Sie wird von den Autobahnen A 3 und A 9 durchkreuzt; ein Teil des Autobahnkreuzes Nürnberg befindet sich in der Gemarkung. Benachbarte Gemarkungen sind Fischbach bei Nürnberg im Südosten, Laufamholzer Forst im Westen, Haimendorfer Forst im Nordwesten, Röthenbach an der Pegnitz im Norden, Diepersdorf im Nordosten, Leinburg im Osten und Winkelhaid im Südosten.